# نفدو (دهانه)
نفدو یک دهانه برخوردی در ماه‌ است.